# Ryan Wedding
Ryan James Wedding (* 14. September 1981 in Thunder Bay) ist ein ehemaliger kanadischer Snowboarder. Er startete in den Paralleldisziplinen. Spätestens seit 2008 war er im Drogenhandel verwickelt und wird mit Stand vom Oktober 2024 von den USA wegen Drogendelikten und mehrfachen Mordes gesucht. 

## Werdegang

### Sport
Wedding nahm im Dezember 1998 in Whistler erstmals am Snowboard-Weltcup der FIS teil und errang dabei den 50. Platz im Super-G. Bei den Juniorenweltmeisterschaften 1999 auf der Seiser Alm gewann er die Bronzemedaille im Parallel-Riesenslalom. In der Saison 2000/01 erreichte er in Asahikawa mit Platz fünf im Parallel-Riesenslalom seine einzige Top-Zehn-Platzierung im Weltcup und mit Rang 40 im Parallelslalom-Weltcup sein bestes Gesamtergebnis. Beim Saisonhöhepunkt, den Snowboard-Weltmeisterschaften 2001 in Madonna di Campiglio, kam er auf den 24. Platz im Riesenslalom und auf den 17. Rang im Parallelslalom. Zudem wurde er kanadischer Meister im Riesenslalom und holte bei den Juniorenweltmeisterschaften 2001 in Nassfeld die Silbermedaille im Parallel-Riesenslalom. In der folgenden Saison belegte er in Salt Lake City bei seiner einzigen Olympiateilnahme den 24. Platz im Parallel-Riesenslalom und absolvierte in Sapporo seinen 32. und damit letzten Weltcup, welchen er auf dem 36. Platz im Parallelslalom beendete.

### Nach dem Sport
Zusammen mit zwei weiteren Personen wurde Wedding im Juni 2008 in San Diego wegen des Besitzes und der Lieferung von 24 Kilogramm Kokain festgenommen. 2010 wurde er in der Sache wegen des Schmuggelns und Vertriebs von Kokain von einem US-Bundesgericht zu einer vierjährigen Haftstrafe verurteilt. Seit 2015 wurde er von kanadischen Stellen wegen weiteren Drogenhandels zur Fahndung ausgeschrieben. 2024 wurde in Kalifornien eine Anklage gegen ihn und fünfzehn weitere Personen wegen illegaler Einfuhr und Transport von Kokain erhoben. Sie sollen laut Anklage in Zusammenarbeit mit dem Sinaloa-Kartell die Drogen nach Los Angeles geschmuggelt und von dort über die Vereinigten Staaten und Kanada verteilt haben. Wedding wird außerdem vorgeworfen, 2023 und 2024 die Ermordung dreier Menschen in Auftrag gegeben zu haben. Er führte bei der kriminellen Tätigkeit Aliasnamen wie El Jefe, Giant und Public Enemy.
Die Mehrheit der 16 Beschuldigten wurde von US-amerikanischen und kanadischen Behörden in einer vom FBI geleiteten und als „Operation Riesenslalom“ bezeichneten Aktion gefasst; Wedding blieb jedoch zunächst flüchtig. Die Behörden vermuteten ihn in Mexiko. Das FBI schrieb eine Belohnung von 50.000 US-Dollar für Hinweise aus, die zu einer Ergreifung Weddings führen. Während der Ermittlungen gegen die Bande wurden mehr als eine Tonne Kokain und Schusswaffen sichergestellt. Seit dem 6. März 2025 wird Wedding auf der Liste der zehn meistgesuchten Verbrecher des FBI geführt. Für seine Ergreifung hat das Außenministerium der Vereinigten Staaten eine Belohnung von 10 Millionen US-Dollar ausgelobt.

## Teilnahmen an Weltmeisterschaften und Olympischen Winterspielen

### Olympische Winterspiele
- 2002 Salt Lake City: 24. Platz Parallel-Riesenslalom

### Snowboard-Weltmeisterschaften
- 2001 Madonna di Campiglio: 17. Platz Parallelslalom, 24. Platz Riesenslalom

## Weltcup-Gesamtplatzierungen
| Saison    | Gesamt | Gesamt | Parallel | Parallel | Parallel-Riesenslalom | Parallel-Riesenslalom | Parallelslalom | Parallelslalom |
| Saison    | Punkte | Platz  | Punkte   | Platz    | Punkte                | Platz                 | Punkte         | Platz          |
| --------- | ------ | ------ | -------- | -------- | --------------------- | --------------------- | -------------- | -------------- |
| 1998/99   | 7      | 127.   | —        | —        | —                     | —                     | —              | —              |
| 1999/2000 | 23     | 127.   | 40       | 73.      | 40                    | 72.                   | —              | —              |
| 2000/01   | 78     | 94.    | —        | —        | —                     | —                     | 641            | 40.            |
| 2001/02   | —      | —      | —        | —        | 247                   | 43.                   | 27             | 75.            |